# Scyletria
Scyletria inflata és una espècie d'aranya araneomorfa de la subfamília dels erigonins, dins de la família Linyphiidae. És l'únic membre del gènere monotípic Scyletria.
Es pot trobar als Estats Units i el Canadà.
Fou descrit per primera vegada per S. C. Bishop i C. R. Crosby l'any 1938,